# Marathon van Londen 2017
De Marathon van Londen 2017 (ook wel Virgin Money London 2017) werd gehouden op zondag 23 april 2017. Het was de 37e editie van deze marathon. De loop was de derde uit de serie van World Marathon Majors van het jaar. De elitevrouwen werden met voorsprong weggeschoten, de andere atleten volgden daarna.
De Keniaan Daniel Wanjiru kwam als eerste man over de finish in een tijd van 2:05.48. Hij bleef de Ethiopiër Kenenisa Bekele, die vorig jaar nog een derde plaats behaalde in Londen, 9 seconden voor. De derde plek was voor de Keniaan Bedan Karoki, die in 2:07.41 over de finish kwam. De eerste vrouw die de finish passeerde was de Keniaanse Mary Keitany in een tijd van 2:17.01, de op-één-na snelste tijd die ooit door een vrouw werd gelopen. Zij bleef de Ethiopische Tirunesh Dibaba 55 seconden voor. De derde vrouw was Aselefech Mergia van Ethiopië, zij legde het parcours af in 2:23.08.
De Brit Dacid Weir won de rolstoelwedstrijd in 1:31.06. Dit was al zijn 7de overwinning in Londen. De eerste vrouw in de rolstoelwedstrijd was de Zwitserse Manuela Schar. Ze deed dit in een tijd van 1:39.57, wat een parcoursrecord is.

## Marathon
Mannen
| rang   | naam                  | land | tijd    |
| ------ | --------------------- | ---- | ------- |
| Goud   | Daniel Wanjiru        | KEN  | 2:05.48 |
| Zilver | Kenenisa Bekele       | ETH  | 2:05.57 |
| Brons  | Bedan Karoki          | KEN  | 2:07.41 |
| 4      | Abel Kirui            | KEN  | 2:07.45 |
| 5      | Alphonce Simbu        | TAN  | 2:09.10 |
| 6      | Ghirmay Ghebreslassie | ERI  | 2:09.57 |
| 7      | Asefa Mengstu         | ETH  | 2:10.04 |
| 8      | Amanuel Mesel         | ERI  | 2:10.44 |
| 9      | Javier Guerra         | ESP  | 2:10.55 |
| 10     | Michael Shelley       | AUS  | 2:11.38 |
| 11     | Ayad Lamdassem        | ESP  | 2:12.30 |
| 12     | Feyisa Lilesa         | ETH  | 2:14.12 |
| 13     | Ghebre Kibrom         | ERI  | 2:14.52 |
| 14     | Abdellatif Meftah     | FRA  | 2:14.55 |
| 15     | Robbie Simpson        | GBR  | 2:15.04 |
| 16     | Andrew Davies         | GBR  | 2:15.11 |
| 17     | Tesfaye Abera         | ETH  | 2:16.09 |

Vrouwen
| rang   | naam              | land | tijd    |
| ------ | ----------------- | ---- | ------- |
| Goud   | Mary Keitany      | KEN  | 2:17.01 |
| Zilver | Tirunesh Dibaba   | ETH  | 2:17.56 |
| Brons  | Aselefech Mergia  | ETH  | 2:23.08 |
| 4      | Vivian Cheruiyot  | KEN  | 2:23.50 |
| 5      | Lisa Weightman    | AUS  | 2:25.15 |
| 6      | Laura Thweatt     | USA  | 2:25.38 |
| 7      | Helah Kiprop      | KEN  | 2:25.39 |
| 8      | Tigist Tufa       | ETH  | 2:25.52 |
| 9      | Florence Kiplagat | KEN  | 2:26.25 |
| 10     | Jessica Trengove  | AUS  | 2:27.01 |
| 17     | Andrea Deelstra   | NED  | 2:31.32 |

## Wheelers
Mannen
| rang   | naam                   | land | tijd    |
| ------ | ---------------------- | ---- | ------- |
| Goud   | David Weir             | GBR  | 1:31.06 |
| Zilver | Marcel Hug             | SUI  | 1:31.07 |
| Brons  | Rafael Botello Jimenez | ESP  | 1:31.09 |
| 4      | Aaron Pike             | USA  | 1:31.10 |
| 5      | Joshua George          | USA  | 1:31.10 |

Vrouwen
| rang   | naam                   | land | tijd    |
| ------ | ---------------------- | ---- | ------- |
| Goud   | Manuela Schär          | SUI  | 1:39.57 |
| Zilver | Amanda McGrory         | USA  | 1:44.34 |
| Brons  | Susannah Scaroni       | USA  | 1:47.37 |
| 4      | Margriet van den Broek | NED  | 1:49.50 |
| 5      | Jade Jones             | GBR  | 1:51.46 |

1981 ·
1982 ·
1983 ·
1984 ·
1985 ·
1986 ·
1987 ·
1988 ·
1989 ·
1990 ·
1991 ·
1992 ·
1993 ·
1994 ·
1995 ·
1996 ·
1997 ·
1998 ·
1999 ·
2000 ·
2001 ·
2002 ·
2003 ·
2004 ·
2005 ·
2006 ·
2007 ·
2008 ·
2009 ·
2010 ·
2011 ·
2012 ·
2013 ·
2014 ·
2015 ·
2016 ·
2017